# Egesina ceylonensis
Egesina ceylonensis är en skalbaggsart som beskrevs av Stefan von Breuning 1960. Egesina ceylonensis ingår i släktet Egesina och familjen långhorningar.
Artens utbredningsområde är Sri Lanka. Inga underarter finns listade i Catalogue of Life.